# 視床下核
視床下核（ししょうかかく subthalamic nucleus）は、大脳基底核の構成要素の神経核のひとつ。19世紀フランスの神経学者 Jules Bernard Luys が記載したことから、ルイ体 （Luys body, corpus Luysii）とも呼ばれる。通常の意味での視床（背側視床）には含まれないが、腹側視床の構成要素の一部である。
淡蒼球外節からGABA作動性の入力を受けるので大脳基底核の間接路の構成要素の一部である。ほかに、大脳新皮質から直接グルタミン酸作動性の入力がある（hyperdirect pathway）。視床下核のニューロンはグルタミン酸作動性であり、黒質網様部および淡蒼球内節のGABA作動性ニューロンへ興奮性の出力を行う他、淡蒼球外節への投射も知られている。
脳深部刺激療法（DBS, deep brain stimulation）によってパーキンソン病の治療を行う際の標的部位として注目を集めているが、この領域を電気刺激することで症状が軽減する理由についてはまだ不明の点が多い。不随意運動のひとつに分類されるバリスム（ballism）について、片側性のもの（ヘミバリスム hemiballism）は、対側の視床下核が責任病巣とされることが多い。